# Joel Tagueu
Diederrick Joel Tagueu Tadjo, plus connu sous le nom de Joel Tagueu est né le 6 décembre 1993 à Nkongsamba est un footballeur international camerounais qui joue au poste d'avant-centre au CD National, au Portugal. Il possède également la nationalité brésilienne.

## Biographie

### En club
Joel Tagueu a la particularité d'avoir joué plusieurs années au Brésil, sans être d'origine sud-américaine, puisque étant né au Cameroun.
Il inscrit huit buts en première division brésilienne lors de la saison 2014 avec le club de Coritiba.
Au cours de son passage au Brésil, il dispute sept matchs en Copa Libertadores.
Le 8 janvier 2018, il découvre son premier club européen, en étant prêté au Club Sport Marítimo, club portugais. Avec cette équipe, il inscrit neuf buts en première division portugaise lors de sa première saison, puis huit buts lors de sa deuxième saison.

## Londrina
Joel est arrivé au Brésil en 2009, étant à Paraná où il a eu sa première chance à Iraty. Au début de 2011, il est allé de façon permanente à Londrina, où il a remporté le championnat intérieur Paranaense 2013 et le championnat Paranaense 2014  et ayant une plus grande visibilité lorsqu'il a marqué les deux buts de la victoire de l'équipe contre Santos en Coupe du Brésil 2014. Lors du Championnat du Brésil 2014 - Série D, lors du match du 3 août, il a de nouveau inscrit deux buts lors de la victoire de Londrina contre Pelotas (3-0). C'est à Londrina qu'il a été surnommé " Eto'o " et Joel " O Cruel ".

## Coritiba
Le 2 septembre 2014, il a été prêté à Coritiba pour la suite du Campeonato Brasileiro Série A 2014. Le 17 septembre 2014, il a marqué 2 buts lors de la victoire de Coritiba contre São Paulo lors de la 22e journée du Campeonato Brasileiro 2014, un résultat qui a sorti Coritiba de la zone de relégation.Joel a marqué à nouveau lors de la victoire 1-0 contre Fluminense et a permis à Coritiba d'éviter la zone de relégation. Ses bonnes performances ont suscité l'intérêt de Grêmio, Cruzeiro, Flamengo et du club allemand Hamburg.

## Cruzeiro
Le 16 décembre 2014, Joel a signé un contrat avec Cruzeiro. Le 1er février 2015, il a fait ses débuts officiels avec le club et a marqué le but gagnant lors du match du Campeonato Mineiro 2015 contre Democrata à Governador Valadares.

## Marítimo
Le 1er janvier 2018, Joel a été prêté à Marítimo.

## Période de prêt

### Santos
En janvier 2016, il est prêté à Santos pour un an.Il fait ses débuts sous le maillot de Santos lors d'un match contre São Bernado le 30 janvier, le match se termine 1-1 à Vila Belmiro. Le 25 février, Santos a joué contre Mogi Mirim au stade Pacaembu, Joel a été le point culminant du match en marquant 2 buts et Santos a gagné 4-1. A la fin de la saison, il est retourné à Cruzeiro.

### Botafogo
Joel a été annoncé par le directeur du football de Botafogo, Antônio Lopes, comme le huitième renfort du club pour la saison 2017. L'attaquant a été prêté pour un an par Cruzeiro.

### Avaí
Après avoir échoué à Botafogo, Joel a été transféré à Avaí. L'attaquant est arrivé à Florianópolis sous la forme d'un prêt d'un an en provenance de Cruzeiro. Il est arrivé à Florianópolis le 15 juin 2017, pour passer les examens médicaux et signer son contrat le 16 juin 2017.
Lors de sa présentation par Avaí le 20 juin 2017, Joel a révélé que l'avant-centre camerounais Eto'o était sa plus grande idole, et a également choisi le maillot numéro 99 pour jouer en Serie A. Les débuts de Joel ont eu lieu le 21 juin 2017.
Joel a fait ses débuts le 21 juin 2017, lors d'une défaite 3-0 contre Fluminense, cependant il a été très apprécié pour sa bonne performance lors de ses débuts.
Le 26 juin 2017, lors du match contre son ancien club Botafogo, il a marqué deux buts, exerçant la fameuse "Loi de l'Ex", un match valable pour le Brasileirão à Engenhão, match au cours duquel o Avaí s'est imposé 2-0. Joel a été surnommé Joel est Cruel par les fans d'Avaí.

## En équipe nationale
Selon le site officiel de Londrina, Joel a joué pour l'équipe nationale du Cameroun dans les catégories moins de 17 ans et moins de 20 ans.
Le 27 mai 2018, Joel fait ses débuts avec l'équipe nationale senior du Cameroun lors d'un match amical contre l'équipe nationale du Burkina Faso.
En 2019, il a été écarté de la compétition de la Coupe d'Afrique des Nations en raison d'un possible problème cardiaque.

## Palmarès
- Finaliste de la Coupe d'Afrique des nations junior en 2011 avec l'équipe du Cameroun des moins de 20 ans